# Thüringische Muschwitz
Die Thüringische Muschwitz ist ein 9,4 km langer Grenzbach zwischen Bayern und Thüringen.

## Verlauf
Er entspringt wie die Fränkische Muschwitz an der Wasserscheide zwischen Elbe und Rhein in der Nähe des 726 Meter hohen Kulmbergs bei Schlegel. Er mündet bei Blechschmidtenhammer, einem Gemeindeteil der Stadt Lichtenberg im bayerischen Landkreis Hof, und wenig vor Blankenstein im thüringischen Saale-Orla-Kreis von links und Westen in die Selbitz.

## Weiteres
Der gesamte Bachlauf sowie die angrenzenden Talzonen sind als Naturschutzgebiet mit einer Fläche von 22 ha ausgewiesen.

## Namensherkunft
Die Namensherkunft ist nicht sicher geklärt, aber wahrscheinlich slawisch. Möglich ist in diesem Fall die Rückführung auf Moš'ovica (Moosbach), wobei tatsächlich Moos gemeint ist. Die thüringische Muschwitz wäre somit der thüringische Moosbach.